# Nebsenra
Nebsenra (fl. XVIII-XVII secolo a.C.) è stato un sovrano egizio inserito nella XIV dinastia.

## Biografia
Questo sovrano, come molti altri della stessa dinastia, è conosciuto solamente attraverso il Canone Reale.
Di Nebsenra non è noto il successore essendo andata del tutto perduta la riga 15 della colonna 8 del Canone Reale

## Liste Reali
| N5 | nb | s | n · Z2 |

| N5 | nb | s | n · Z2 |

| N5 | nb | s | n · Z2 |

| N5 | nb | s | n · Z2 |

| N5 | nb | s | n · Z2 |

| N5 | nb | s | n · Z2 |

| N5 | nb | s | n · Z2 |

| N5 | nb | s | n · Z2 |

## Cronologia
| Periodo                    | Dinastia | periodo di regno                             |
| Secondo periodo intermedio | XIV      | tra il 1720 a.C. ed il 1630 a.C. (± 50 anni) |

| predecessore: Heribra | Signore del Basso e dell'Alto Egitto | successore non diretto: Sekheperenra |

| Dinastie contemporanee | Capitale |
| XIII                   | Ity Tawy |